# San José del Sur
Pour les articles homonymes, voir San José.
San José del Sur est l'une des sept paroisses civiles de la municipalité de Campo Elías dans l'État de Mérida au Venezuela. Sa capitale est San José.